# السياسة الخارجية لإدارة بيل كلينتون
السياسة الخارجية لإدارة بيل كلينتون كانت السياسة الخارجية للولايات المتحدة خلال فترتي رئاسة بيل كلينتون من 1993 إلى 2001. تجدر الإشارة إلى أن مستشارى كلينتون الرئيسيين للسياسة الخارجية هم وزير الخارجية وارن كريستوفر (1993–1997) تليه وزيرة الخارجية السابق مادلين أولبرايت (1997–2001) في فترة ولايته الثانية. وكانت الحرب الباردة قد انتهت وانحل الاتحاد السوفيتي في عهد سلفه الرئيس جورج بوش الأب الذي انتقده كلينتون لانشغاله أكثر من اللازم بالشؤون الخارجية. كانت الولايات المتحدة القوة العظمى الوحيدة المتبقية، مع قوة عسكرية تخيم على بقية العالم. وفي غياب الحرب الباردة، كانت الاولوية الرئيسية لكلينتون هي الشئون الداخلية دائما، وخاصة الاقتصاد المحلي. أخذت السياسة الخارجية المقعد الخلفي، باستثناء تعزيز التجارة الأمريكية، وخلال حالات الطوارئ غير المتوقعة. حالاته الطارئة لها علاقة بالأزمات الإنسانية التي أثارت قضية تدخلات الولايات المتحدة أو حلف شمال الأطلسي أو الأمم المتحدة لحماية المدنيين أو التدخل الإنساني المسلح نتيجة للحرب الأهلية أو انهيار الدولة أو الحكومات القمعية.
وكان الرئيس جورج بوش الأب قد أرسل قوات أمريكية في مهمة إنسانية إلى الصومال في ديسمبر عام 1992 وقتل 18 منهم وجرح 80 اخرون في غارة فاشلة امر بها الرئيس كلينتون في أكتوبر 1993. تحول الرأي العام وأغلب أهل النخبة بشكل كبير ضد التدخلات الأجنبية التي تخاطر بحياة الجنود الأمريكيين حين لم تكن المصالح الوطنية الأميركية مرتبطة مباشرة. وهذا يعني أن المهمات الإنسانية إشكالية. ولقد وافق كلينتون على هذا، ولم يرسل قوات برية إلا مرة واحدة إلى هايتي، حيث لم يصب أي منهم بأذى. أرسل القوات الجوية للقيام بقصف شامل في يوغوسلافيا السابقة، ولكن لم يفقد أي من أفراد الطاقم الأمريكي. وكانت مناطق الاضطراب الرئيسية خلال فترتي ولايته في أفريقيا (الصومال و‌رواندا) وأوروبا الشرقية (البوسنة والهرسك و‌كوسوفو في يوغوسلافيا السابقة). كما حاول كلينتون حل الصراعات طويلة الاجل في أيرلندا الشمالية و‌الشرق الأوسط وخاصة الصراع الفلسطيني الإسرائيلي.

## القيادة
وعد كلينتون، بصفته مرشح للانتخابات، بتكريس اهتمامه الرئيسي للسياسة الداخلية، على عكس ما سماه التركيز المبالغ فيه على السياسة الخارجية من قبل خصمه جورج بوش الأب. وعند توليه منصبه قال لكبار مستشاريه انه لا يستطيع سوى عقد اجتماع معهم لمدة ساعة في الاسبوع. غير ان كلينتون التحق بكلية الدراسات العليا في إنجلترا واهتم بشكل متزايد بالشئون الخارجية وخاصة في فترة ولايته الثانية. وكان مستشاروه الرئيسيون في السياسة الخارجية هم وزير الخارجية وارن كريستوفر ومادلين أولبرايت ومستشارا الأمن القومي أنطوني ليك وساندي بيرغر. ومن بين المستشارين الرئيسيين الآخرين وزير الدفاع ليس اسبين ووزير الدفاع ستروب تالبوت الذي تعامل كسفير فوق العادة مع روسيا والهند.

## التجارة الدولية
ادراكا منه ان زيادة التجارة الدولية ستدعم الاولوية الأولى لكلينتون في النمو الاقتصادى، ترأس وزير التجارة رونالد براون وفود منظمى الأعمال ورجال الأعمال والممولين إلى جنوب افريقيا والمكسيك والسعودية والأردن وإسرائيل والضفة الغربية وغزة ومصر وروسيا والبرازيل والأرجنتين وتشيلي والصين وهونغ كونغ وأيرلندا والهند والسنغال. وعلى مدى سنوات حكمها الثماني، وقعت الإدارة على 300 اتفاقية تجارية مع بلدان أخرى.

### الصين
كان النظام الشيوعي الصيني قد سحق الحركة المؤيدة للديمقراطية في ساحة تيانانمن عام 1989. وقد اعرب الرئيس بوش عن غضب الولايات المتحدة ولكنه اكد مجددا للصينيين ان التجارة سوف تستمر. وفي حملة الانتخابات عام 1992، انتقد كلينتون بوش لعدم توقيعه المزيد من العقوبات على الصين. وقد تبنى كلينتون، كمرشح للرئاسة، موقف الديموقراطيين في الكونغرس، الذين يهاجمون بوش بشدة لإعطائه الأولوية للتجارة المربحة بدلاً من حقوق الإنسان. بيد ان كلينتون، بصفته رئيسا، واصل سياسات بوش التجارية. وكانت الاولوية الأولى لكلينتون هي الحفاظ على التجارة مع الصين وتعزيز الصادرات الأمريكية وتوسيع الاستثمارات في السوق الصيني الضخم وخلق المزيد من فرص العمل في الداخل. ومن خلال منح الصين وضع الدولة الأكثر تفضيلا مؤقتا في عام 1993 خفضت ادارته مستويات التعريفة في الواردات الصينية.
وفي عام 1998 قام كلينتون بزيارة ودية للصين استغرقت تسعة أيام. ودافع اولبرايت عن الرحلة بقولها ان «التعاون لا يعني الموافقة». وفي عام 1999 وقع كلينتون اتفاقية تجارية هامة مع الصين. وستؤدى الاتفاقية، التي جاءت نتيجة لاكثر من عقد من المفاوضات، إلى خفض العديد من الحواجز التجارية بين البلدين، الامر الذي سيسهل تصدير المنتجات الأمريكية مثل الأجهزة الآلية والخدمات المصرفية والأفلام السينمائية. كان يتعين وضع قدرة المواطنين الصينيين على تحمل تكاليف وشراء السلع الأمريكية في الاعتبار. مع ذلك، لا يمكن أن تدخل الاتفاقية حيز التنفيذ الا إذا قبلت الصين في منظمة التجارة العالمية ومنحها وضع «علاقات تجارية طبيعية» دائمة من قبل الكونغرس. وبموجب الاتفاقية ستدعم الولايات المتحدة عضوية الصين في منظمة التجارة العالمية. وقد تردد الكثير من الديمقراطيين والجمهوريين في منح وضع دائم للصين لاهتمامهم بحقوق الإنسان في البلاد وتأثير الواردات الصينية على الصناعات والوظائف الأمريكية. بيد ان الكونجرس صوت في عام 2000 على منح علاقات تجارية طبيعية دائمة مع الصين. وفي عام 2000 وقع كلينتون على مشروع قانون يمنح العلاقات التجارية الطبيعية الدائمة للصين، وقد زادت الواردات الأمريكية من الصين بشكل كبير في السنوات التالية. وقال لورانس سامرز آخر وزير خزانة لكلينتون ان سياسات كلينتون التجارية كانت من الناحية الفنية «أكبر خفض للضرائب في تاريخ العالم» حيث خفضت اسعار السلع الاستهلاكية من خلال خفض التعريفات.

## المنظمات الدولية
لقد حررت الأمم المتحدة وحلف شمال الأطلسي والمؤسسات الأمنية الإقليمية من عقلية الحرب الباردة السابقة وأتاحت لهم فرصاً جديدة ليلعبوا دوراً جماعياً أكثر نشاطاً. وبالرغم من الاعراف الدولية لسيادة الدولة وعدم التدخل، فان فكرة انه يتعين على المجتمع الدولى التدخل في بلد ما من اجل مصلحة شعبه اكتسبت شرعية أكبر. وسوف تلعب المنظمات الدولية مثل الامم المتحدة والامن الاقليمى مثل الناتو ومنظمة الدول الأمريكية ومنظمة الوحدة الأفريقية دورا في منح الشرعية للعمليات وفي تنظيم رد جماعى. إلا أن هذه التطورات الجديدة على الصعيد الدولي ستقع على الصعيد الدولي في شراك أزمة بين الكونغرس والرئيس حول سلطات الحرب والاختلافات في المعاهدات بين الفهم المحلي والدولي للمصطلح. أي فرع من فروع الحكومة كان من المفترض أن يسيطر على نشر القوات الأميركية كان يشغل هذه المناقشات بقدر ما كانت تستحق التدخلات الفردية. ولم تكن هذه المناقشات جديدة، حيث كان الصراع على الصلاحيات الحربية سمة ثابتة من سمات السياسة الخارجية الأميركية، وخاصة منذ اكتسبت الولايات المتحدة مركز القوة العظمى لأول مرة، وانضمت إلى المنظمات الدولية، ووقعت أول معاهدة للدفاع المشترك منذ أكثر من 150 عاما.

## أفريقيا

### الصومال
في ديسمبر 1992، أرسل الرئيس جورج بوش الأب قوات إلى الصومال، وهي دولة ساحلية تقع في القرن الأفريقي. وقد شهد هذا التدخل، الذي أطلق عليه اسم عملية استعادة الأمل، تولي القوات الأمريكية القيادة الموحدة وفقا لقرار مجلس الأمن الدولي رقم 794 بهدف تسهيل الإمدادات الإنسانية التي تم نقلها جوا ومنع وقوع المواد في أيدي أمراء الحرب الإقليميين. وبعد تولي كلينتون الرئاسة، حولت إدارته الأهداف المحددة في عملية استعادة الأمل وبدأت تتبع سياسة محاولة تحييد أمراء الحرب الصوماليين، ولا سيما محمد فرح عيديد، كجزء من المرحلة الثانية من تدخل الأمم المتحدة في البلد، المعروفة باسم عملية الأمم المتحدة الثانية في الصومال. وخلال عملية الأمم المتحدة الثانية في الصومال وقعت معركة مقديشو، مما أسفر عن مقتل 19 من الجنود الأمريكيين. بعد هذه الوفيات سرعان ما فقدت المهمة شعبيتها لدى الشعب الأمريكي. وقد زاد كلينتون وجود القوات في البلاد خوفا من حدوث فوضى تؤدى إلى تجويع المدنيين الصوماليين ومساعدة الولايات المتحدة. على أية حال، المهمّةَ بَقيتْ غير شعبيةَ. وبعد جلسة مراجعة سياسة الأمن القومي التي عقدت في البيت الأبيض في 6 أكتوبر 1993 اصدر الرئيس الاميركي بيل كلينتون اوامره إلى رئيس هيئة الاركان المشتركة بالإنابة الادميرال ديفيد أي جيريميا لوقف جميع الأعمال التي تقوم بها القوات الاميركية ضد عيديد باستثناء تلك المطلوبة للدفاع عن النفس. وأعاد تعيين السفير روبرت بي. أوكلي مبعوثا خاصا إلى الصومال في محاولة للتوسط من أجل التوصل إلى تسوية سلمية ثم أعلن أن جميع القوات الأمريكية ستنسحب من الصومال في موعد لا يتجاوز 31 مارس 1994. وفي 15 ديسمبر 1993، تنحى وزير الدفاع ليس أسبِن، متحملاً قدراً كبيراً من اللوم على قراره برفض طلبات الدبابات والعربات المدرعة دعماً لهذه المهمة. أصبح الرأي الأمريكي معارضا بقوة لإرسال قوات برية أمريكية في مهام قتالية، وبينما وافق كلينتون فيما يبدو، استمر في إرسال قوات أمريكية إلى الخارج، وتدخل في أماكن مثل هايتي ويوغوسلافيا والسودان والعراق.

### رواندا
في أبريل من عام 1994، اندلعت الابادة الجماعية في رواندا بسبب صراع طويل الاجل بين الاغلبية من الهوتو وجماعات التوتسي العرقية المهيمنة. وفي أكثر من 100 يوم بقليل، ذبحت ميليشيا الهوتو حوالي 800,000 من رجال ونساء وأطفال التوتسي. قوة الأمم المتحدة الصغيرة كانت عاجزة. قدمت الدول الأوروبية لنقل رعاياها، ثم طارت. كان هناك إجماع قوي في الولايات المتحدة على المستويين النخبوي والشعبي على أنه لا ينبغي للولايات المتحدة أن ترسل قوات قتالية واسعة النطاق لوقف المذابح. وتجنب المسؤولون الاميركيون كلمة «ابادة جماعية» لان ذلك يبرر التدخل العسكري. وفي وقت لاحق وصف كلينتون تقاعسه عن العمل بأنه أسوأ خطأ ارتكبه.
كانت ميليشيا الهوتو شديدة الفعالية في قتل المدنيين التوتسي، ولكنها لم تكن فعالة عندما غزت قوة مسلحة كبيرة من التوتسي مقرها في أوغندا المجاورة في يوليو واستولت على كامل سيطرة دولة رواندا. وبحلول نهاية يوليو 1994، فر ما يقرب من مليوني الهوتو من البلد بحثا عن الأمان، فتدفقوا إلى مخيمات اللاجئين في البلدان المجاورة. بعد وفاة الآلاف من اللاجئين بسبب المرض والجوع، أمر كلينتون بإسقاط الغذاء والإمدادات عن طريق الجو للاجئي الهوتو، بما في ذلك مقترفي الإبادة الجماعية المعروفين. وفي يوليو ارسل 200 من القوات غير المقاتلة إلى كيغالي عاصمة رواندا لادارة المطار وتوزيع امدادات الإغاثة. وانسحبت هذه القوات بحلول أكتوبر 1994. وقد واجهت كلينتون والامم المتحدة انتقادات لعدم ردهما على الإبادة الجماعية حين سافر كلينتون إلى أفريقيا في عام 1998، قال إن المجتمع الدولي، بما في ذلك الولايات المتحدة، لابد وأن يتقبل المسؤولية عن الفشل في الرد على المذابح. وفي حديثه عن أزمة رواندا، وصفها كلينتون بأسوأ فشل له، معترفاً «بأنني أفسدتها». كما اشار كلينتون خلال جولته الأفريقية إلى مفهوم «الجيل الجديد من القادة الافارقة».

## قراءات أخرى
- Brune, Lester H. The United States and Post-Cold War Interventions: Bush and Clinton in Somalia, Haiti and Bosnia, 1992-1998 (1998)
- Campbell, Colin, and Bert A. Rockman, eds. The Clinton Legacy (Chatham House Pub, 2000)
- Coady, James. Change and continuity in American Grand Strategy: a comparative analysis of the Clinton and Bush foreign policy doctrines Diss. Institute for the Study of the Americas, 2010.
- Conley, Richard S. ed. Historical Dictionary of the Clinton era (Scarecrow Press, 2012).
- Curran, Daniel, James K. Sebenius, and Michael Watkins. "Two Paths to Peace: Contrasting George Mitchell in Northern Ireland with Richard Holbrooke in Bosnia–Herzegovina." Negotiation Journal 20.4 (2004): 513-537. online
- Davis; John. "The Evolution of American Grand Strategy and the War on Terrorism: Clinton and Bush Perspectives" White House Studies, Vol. 3, 2003
- Deibel, Terry L. Clinton and Congress: The politics of foreign policy (2000)
- Dumbrell, John. "Was there a Clinton doctrine? President Clinton's foreign policy reconsidered". Diplomacy and Statecraft 13.2 (2002): 43–56.
- Dumbrell, John. "President Bill Clinton and US transatlantic foreign policy." Journal of Transatlantic Studies 8.3 (2010): 268-278.
- Dumbrell, John. American Foreign Policy: Carter to Clinton (1997)
- Dumbrell, John. Clinton's Foreign Policy: Between the Bushes, 1992-2000 (2009) Online
- Dumbrell, John. "President Clinton's Secretaries of State: Warren Christopher and Madeleine Albright." Journal of transatlantic studies 6.3 (2008): 217-227.
- Edwards, Jason Allen. "Foreign Policy Rhetoric for the Post-Cold War World: Bill Clinton and America's Foreign Policy Vocabulary." (2006). online
- Girard, Philippe. Clinton in Haiti: the 1994 US invasion of Haiti. (Springer, 2004).
- Green, Michael J. By more than providence: Grand strategy and American power in the Asia Pacific since 1783 (Columbia UP, 2017) pp 453–481. online
- Hamilton, Nigel. Bill Clinton: Mastering the Presidency (Public Affairs, 2007), with numerous chapters on foreign-policy; excerpt
- Herring، George C. (2008). From Colony to Superpower; U.S. Foreign Relations Since 1776. Oxford University Press. ISBN:978-0-19-507822-0.
- Hyland, William G. . Clinton's World: Remaking American Foreign Policy (1999) excerpt؛ also online
- Jewett, Aubrey W. and Marc D. Turetzky. "Stability and Change in President Clinton's Foreign Policy Beliefs, 1993–96" Presidential Studies Quarterly, (1998) 68#3: 638-665 Online
- Larres, Klaus. "'Bloody as Hell' Bush, Clinton and the Abdication of American Leadership in the Former Yugoslavia, 1990-1995." Journal Of European Integration History 10 (2004): 179-202. [https://www.cvce.eu/content/publication/2013/6/17/454ffc3e-05f7-4357-a721-c695b0ac9157/publishable_en.pdf online pp 179–202.
- Levy, Peter B. Encyclopedia of the Clinton presidency (Greenwood, 2002)
- Lippman, Thomas W. Madeleine Albright and the new American diplomacy (Westview Press, 2004).
- Maney, Patrick J. Bill Clinton: New Gilded Age President (2016). Highly regarded scholarly survey; foreign policy on pages 116–40 and 237–60.
- Murray, Leonie. Clinton, peacekeeping and humanitarian interventionism: rise and fall of a policy (Routledge, 2007).
- Nelson, Michael, et al. eds. 42: Inside the Presidency of Bill Clinton (Miller Center of Public Affairs Books, 2016) excerpt؛ also online pp 193–233 analysis of interviews with insiders on Bosnia, Kosovo, Northern Ireland, and the Middle East.
- Palmer, David Scott. U.S. Relations with Latin America during the Clinton Years: Opportunities Lost or Opportunities Squandered? (2006).
- Perotti, Rosanna, ed. Foreign Policy in the Clinton Administration (2019)
- سامانثا باور "A Problem from Hell": America and the Age of Genocide  [لغات أخرى]‏ (2002) covers Bosnia, Kosovo, Srebenica, and Rwanda; Pulitzer Prize.online free to borrow
- Sale, Richard. Clinton's secret wars: The evolution of a commander in chief (Macmillan, 2009).
- Schlesinger, Stephen  [لغات أخرى]‏. "The end of idealism" World Policy Journal (Winter 1998/99) 15#2:36-40
- Shields, Todd G. et al. eds.  The Clinton Riddle: Perspectives on the Forty-second President (University of Arkansas Press, 2004), includes three essays by experts on the Cold War, China, and Russia
- Smith, Martin A. The Foreign Policies of Bill Clinton and George W. Bush: A Comparative Perspective (Taylor and Francis, 2017)
- Trenta, Luca. "Clinton and Bosnia: a candidate's freebie, a president's nightmare." Journal of Transatlantic Studies 12.1 (2014): 62-89.
- Walt, Stephen. “Two Cheers for Clinton's Foreign Policy.” Foreign Affairs 79 # (March/April 2000): 63-79.
- Warshaw, Shirley Anne. The Clinton Years (Infobase Publishing, 2009); 530 pp; encyclopedic coverage plus primary sources
- White, Mark, ed. The Presidency of Bill Clinton: The Legacy of a New Domestic and Foreign Policy (I.B.Tauris, 2012)